# Anaphalis contorta
Anaphalis contorta là một loài thực vật có hoa trong họ Cúc. Loài này được (D.Don) Hook.f. mô tả khoa học đầu tiên năm 1881.